# 窩打老道

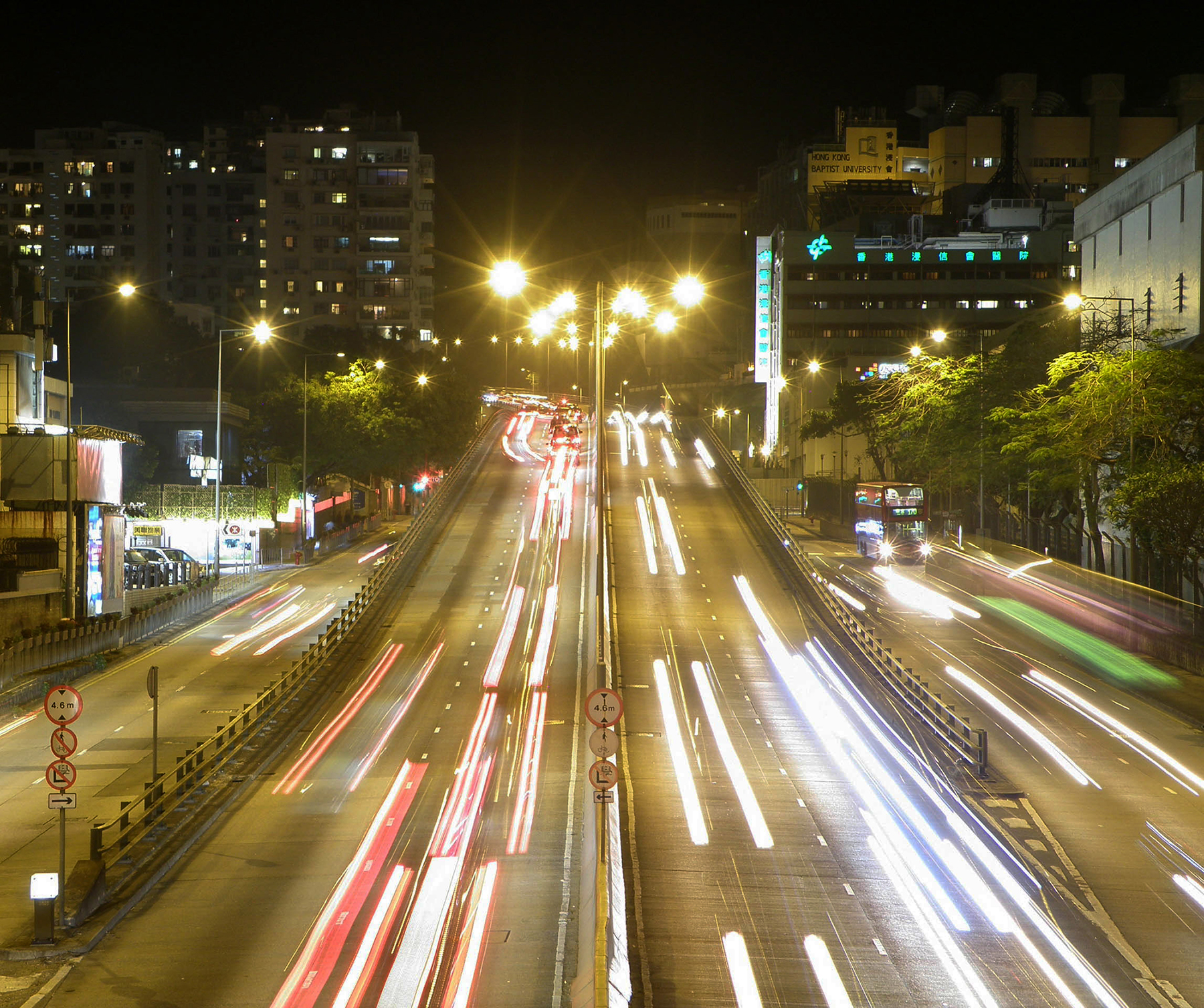
窩打老道夜景

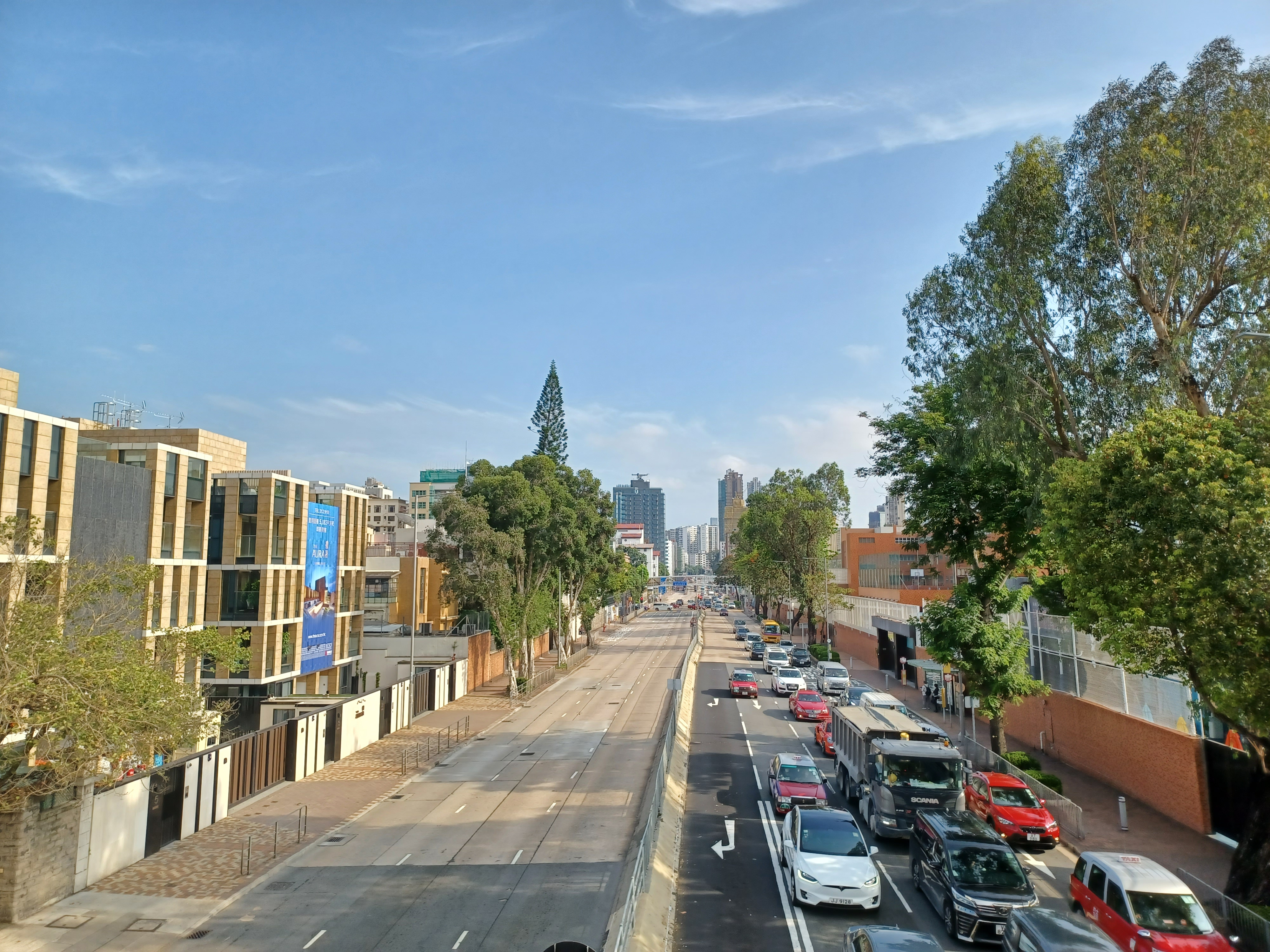
窩打老道近對衡道

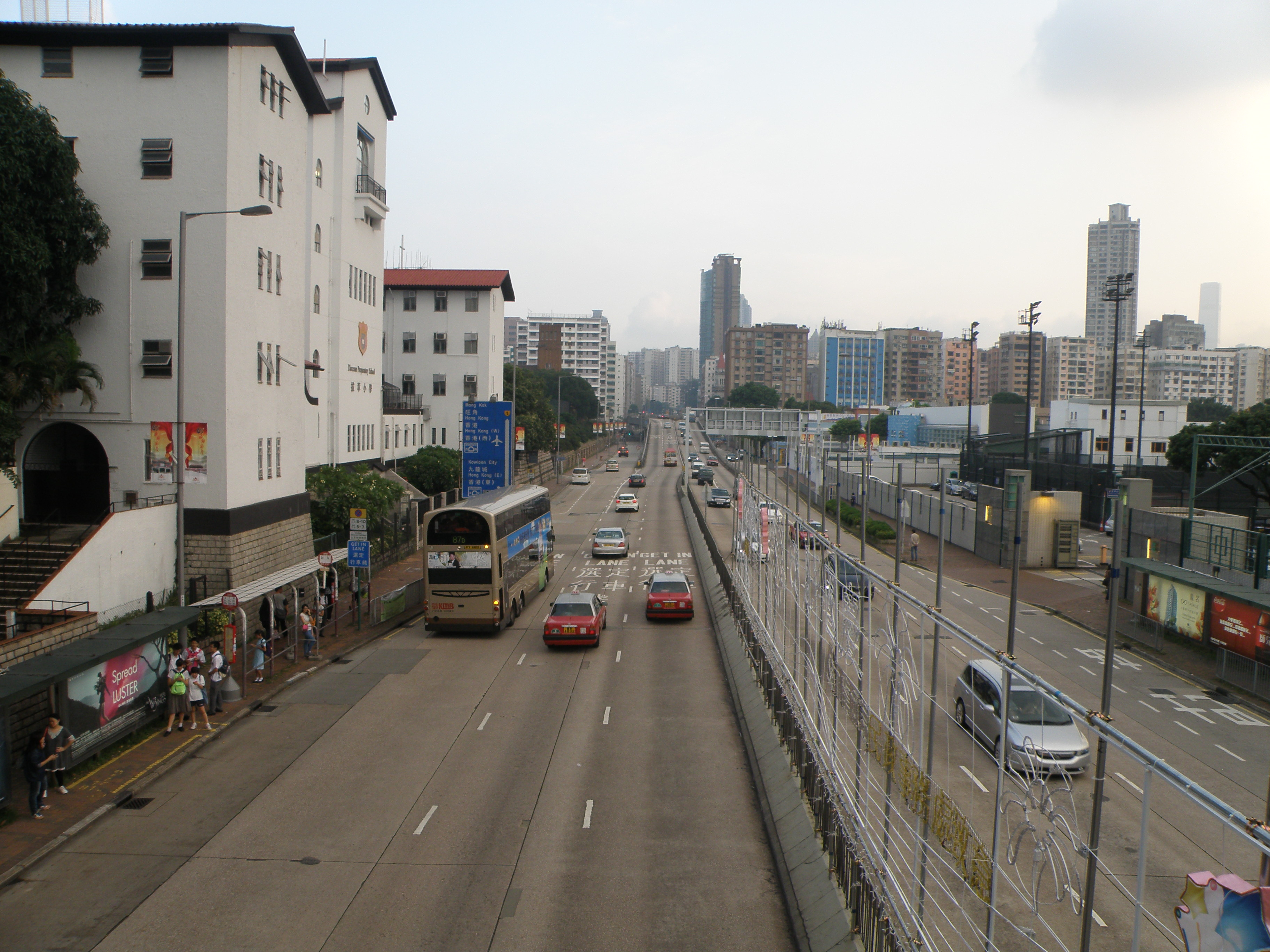
窩打老道近拔萃小學（左）

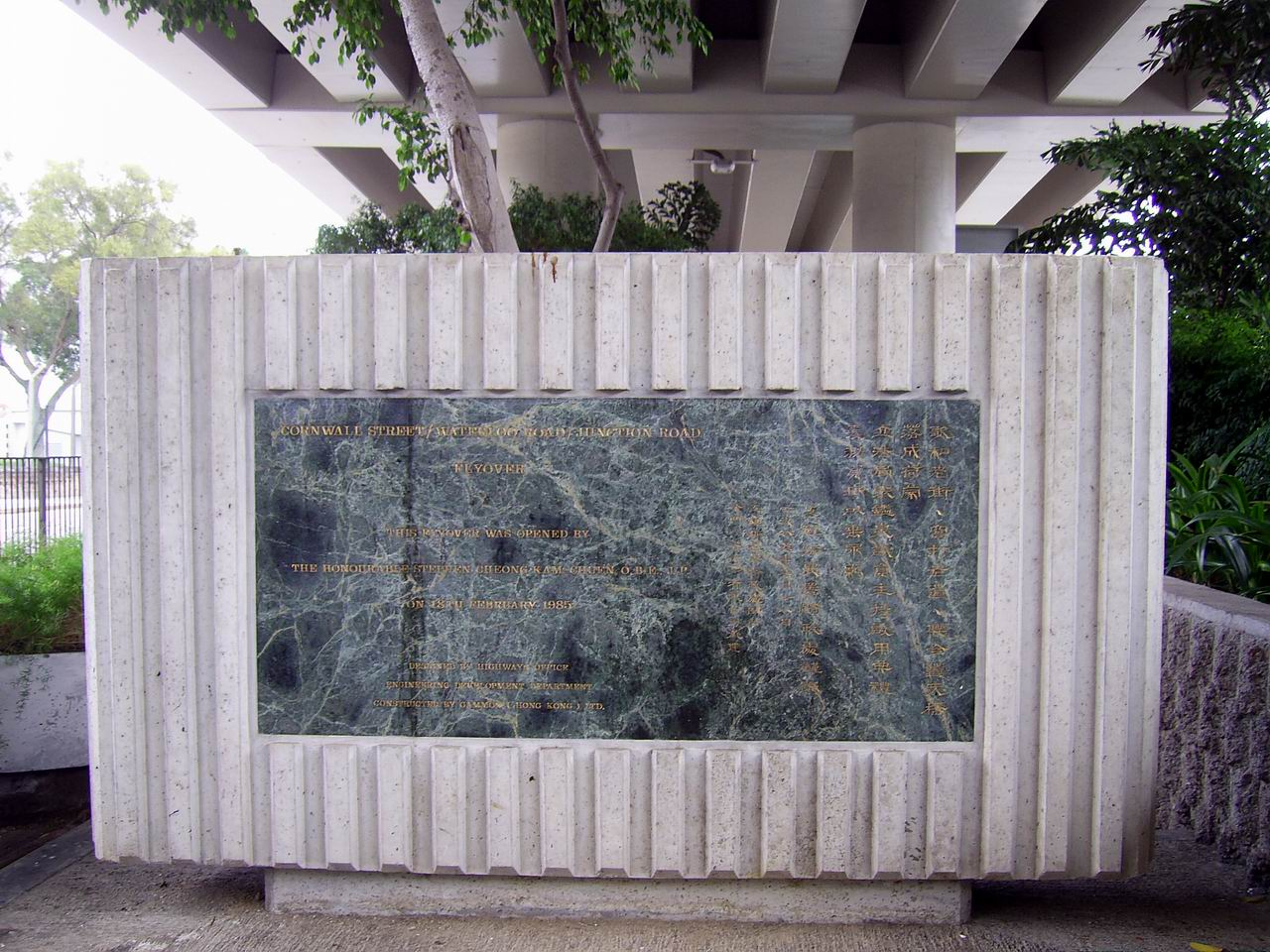
連結窩打老道、歌和老街及聯合道天橋系統於1985年開通的紀念石

窩打老道（英語：Waterloo Road）是香港九龍的一條主要道路，連接位於油麻地麗翔道/渡船街及九龍塘獅子山隧道公路。全線為3線雙程分隔道路，部份路段為行車天橋，部份路段為香港1號幹線的一部份，1號幹線部分位於九龍塘獅子山隧道公路至何文田的亞皆老街及公主道交界一段。窩打老道沿途植有樹木，是香港市區主要道路中較為罕見的。此外窩打老道亦有很多路口與小路交匯。

## 歷史
「窩打老」是英文Waterloo的粵語譯音，Waterloo指比利時布魯塞爾附近的滑鐵盧村的名稱。因滑鐵盧建村時位處於水源充足的森林而得名，Water為荷蘭語「水」的意思；Loo則為荷蘭語「森林」之意。1815年6月18日英國威靈頓將軍聯合普魯士（德國）和荷蘭在滑鐵盧戰役打敗法國皇帝拿破崙一世。為紀念英國這次勝仗，這條道路以滑鐵盧戰役來命名。在19世紀末命名該街道的時候，Waterloo此地名尚未有正式中文譯名，於是英屬香港官員以粤音翻譯為窩打老道，故此「窩打老」可說是Waterloo最早的中文譯名。
窩打老道是分段建成，早於19世紀末，廣華醫院附近的一段已經落成，其後於20世紀初延長至油麻地渡船街一帶。1922年為配合九龍塘的發展，窩打老道延長至九龍塘歌和老街附近。1961年隨著龍翔道通車，窩打老道再向北延長至現今位置，並在連接獅子山隧道公路。
1974年港英政府規劃1號幹線，將公主道至龍翔道一段窩打老道納入1號幹線的範圍，成為連接新界東（獅子山隧道）以及何文田和香港島（經紅磡海底隧道）的一條主要道路，而油麻地部分則連接尖沙咀和1997年通車的西區海底隧道。但被納入1號幹線範圍的窩打老道至今仍有大部份路段為地面道路，建有天橋避開地面交通燈的只有浸會醫院外一段（歌和老街、聯合道交界）、與界限街及太子道西交界，以及公主道天橋，導致1號幹線成為現今全港最多交通燈位的幹線，當中窩打老道近禧福道交界更設有行人交通燈號設施，是全港僅有兩個設有行人交通燈號設施供行人直接橫過馬路的幹線路段之一。
由於窩打老道貫通九龍心臟地帶，是連接港九和新界東的主要道路之一，因此車流量甚高。

## 重大交通意外
- 1980年12月1日，一輛行走九龍巴士70線的雙層巴士由佐敦道碼頭前往上水方向，當巴士由彌敦道右轉入窩打老道時為了閃避一輛的士而翻側，造成1死55人受傷。
- 2006年10月17日，一輛九龍巴士270A線前往上水的雙層巴士在窩打老道北行近染布房街剷上行人路，造成1死12人受傷，肇事車長事後被警方起訴，最終危險駕駛引致他人死亡罪名不成立。

## 交通管制
為進一步減輕公主道交通擠壓情況，西九龍三個區議會已於2009年6月建議於九龍塘架設電腦化警告牌，以提醒九龍塘居民轉用西區海底隧道往香港島以減少擠塞。

## 沿路地標
- 油麻地果欄
- 油麻地戲院
- 香港露宿救濟會油麻地露宿者之家
- 窩打老道8號
- 港鐵油麻地站（觀塘綫、荃灣綫）
- 油麻地消防局
- 香港中華基督教青年會九龍會所及城景國際（前稱青年會國際賓館）
- 真光女書院
- 香港基督教循道衛理聯合教會安素堂
- 香港信義會真理堂
- 九龍華仁書院及聖依納爵堂
- 廣華醫院
- 九龍維景酒店
- 聖佐治大廈
- 聖約翰救傷隊
- 聖德肋撒堂
- 瑪利諾修院學校
- 九龍塘會
- 九龍塘宣道會
- 基督中心堂
- 夏利萊大宅
- 港鐵九龍塘站（觀塘綫、東鐵綫）
- 九龍東軍營
- 香港浸信會醫院
- 香港浸會大學
- 映月台

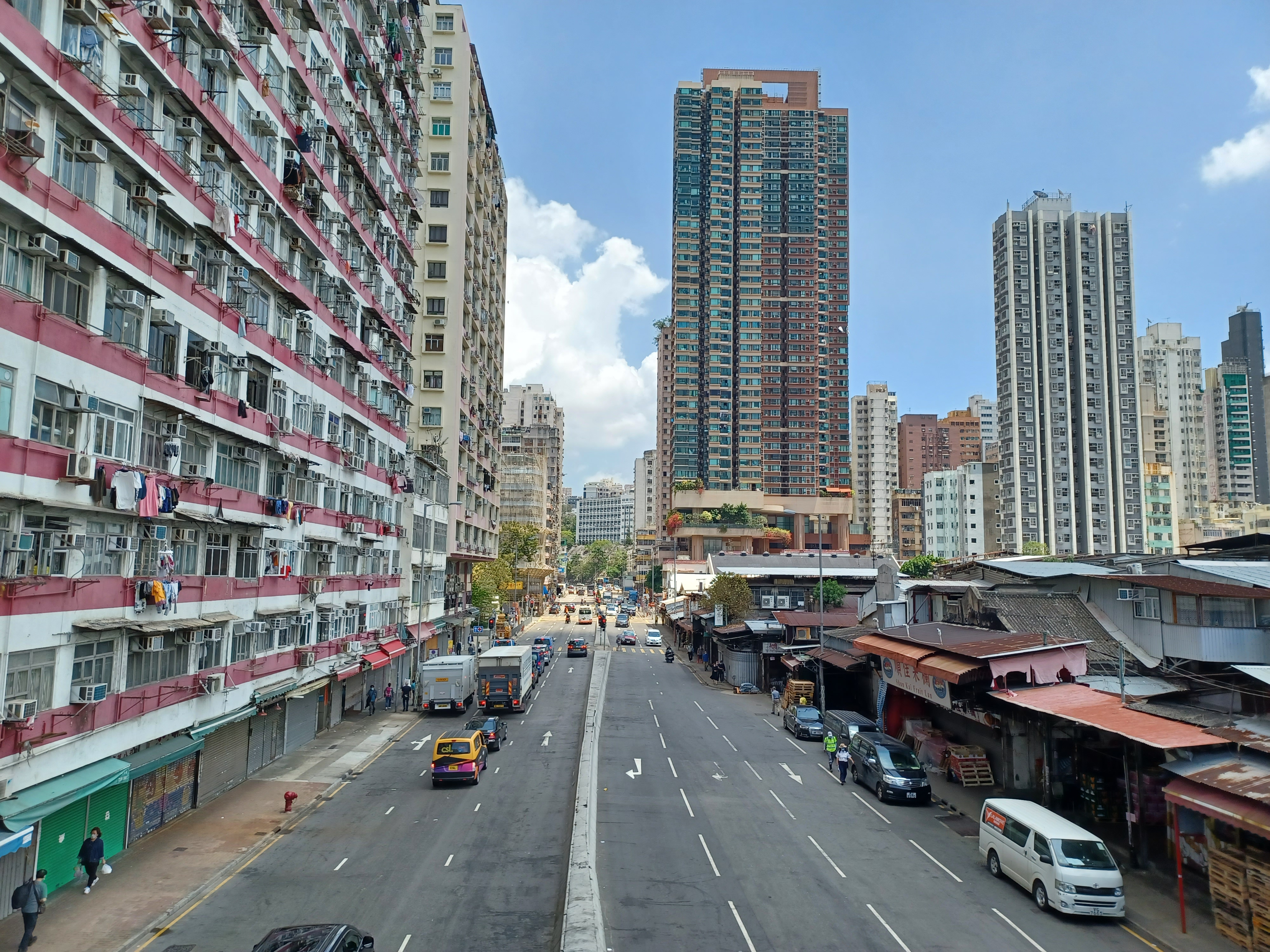
窩打老道，從渡船街向東望的一段
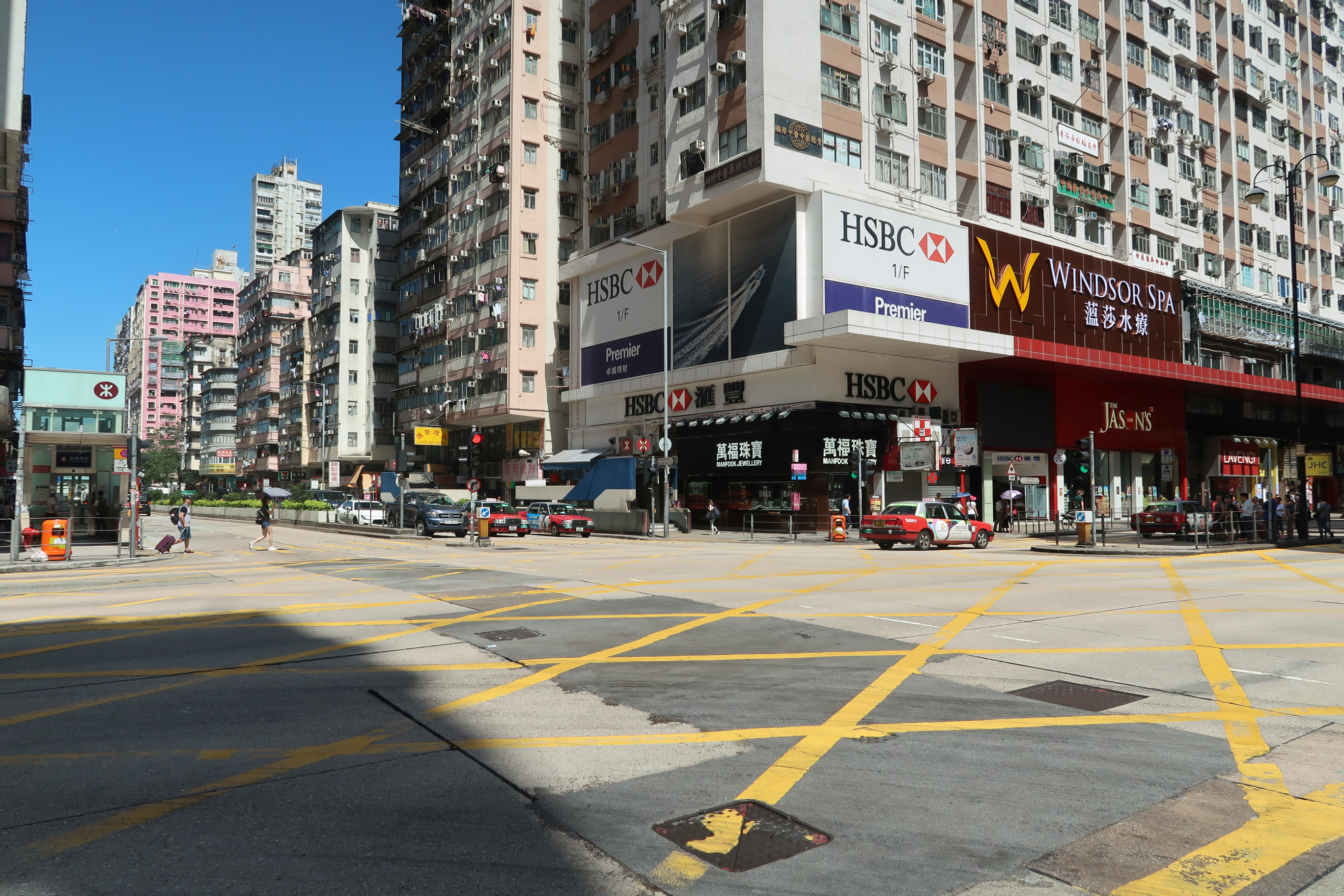
窩打老道近彌敦道
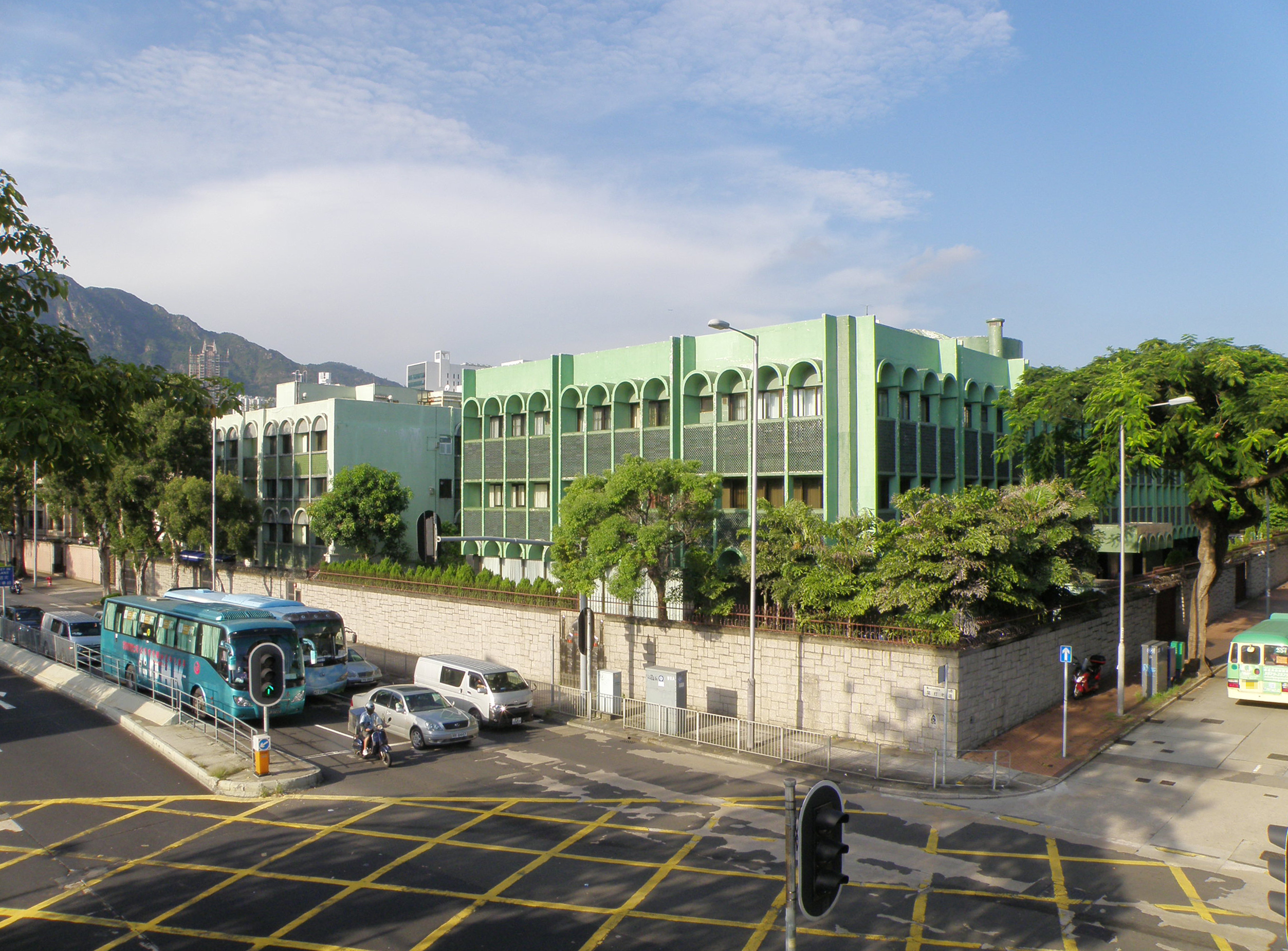
夏利萊大宅
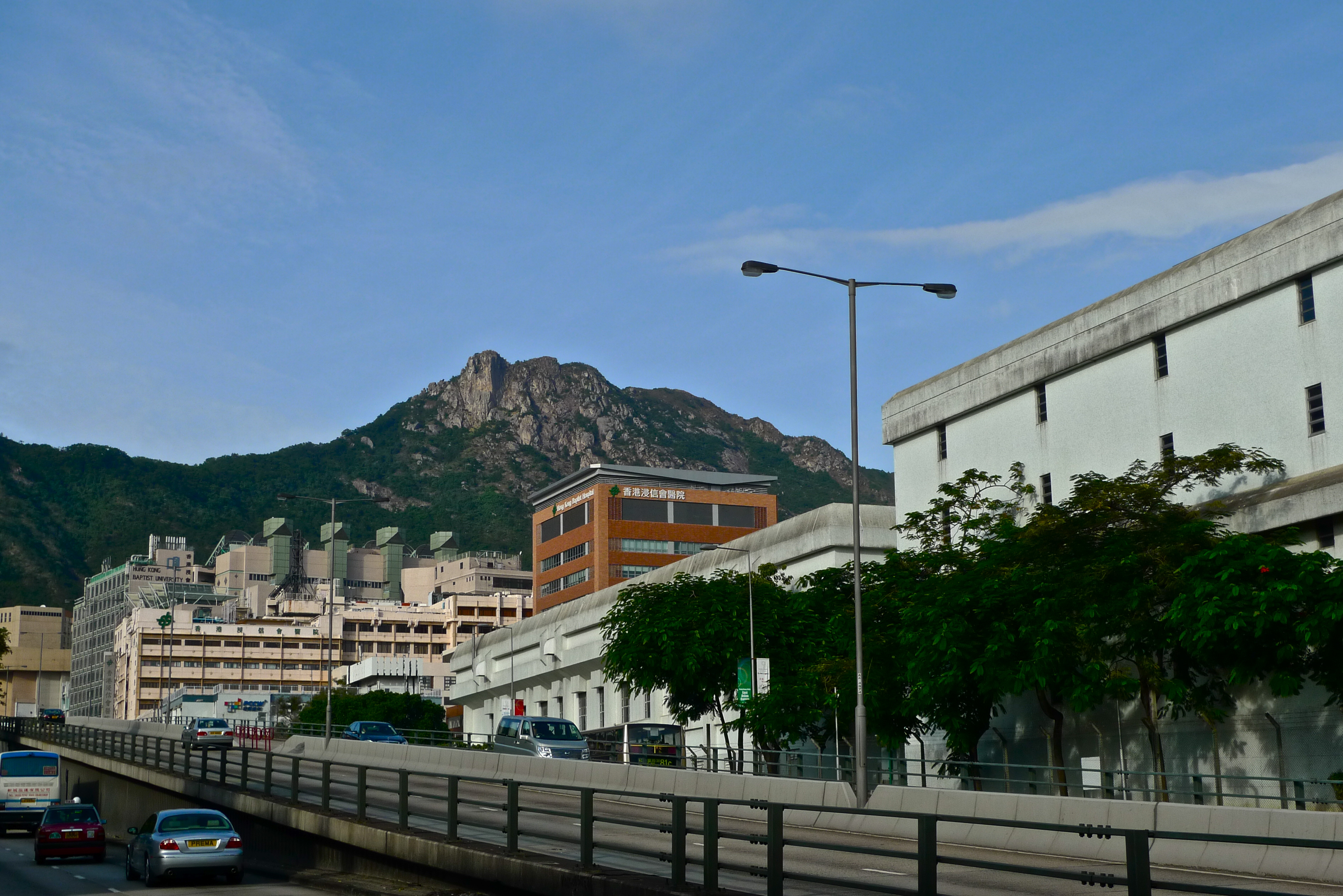
窩打老道近九龍東軍營（背景為獅子山）

## 出口位置

### 1號幹線部分
| 窩打老道                                                                             | 窩打老道                 | 窩打老道 | 窩打老道                              | 窩打老道                                                               |
| ------------------------------------------------------------------------------------ | ------------------------ | -------- | ------------------------------------- | ---------------------------------------------------------------------- |
| 北行（獅子山隧道方向）                                                               | 北行（獅子山隧道方向）   | 出口編號 | 南行（油麻地方向）                    | 南行（油麻地方向）                                                     |
| 連接獅子山隧道公路                                                                   |                          |          |                                       |                                                                        |
| 窩打老道終點                                                                         | 窩打老道終點             |          | 窩打老道起點                          | 窩打老道起點                                                           |
| 不適用                                                                               | 不適用                   | 10A      | 石硤尾、葵涌、大嶼山、機場 龍翔道西行 | 石硤尾、葵涌、大嶼山、機場 龍翔道西行                                  |
|                                                                                      | 窩打老道天橋             |          | 靠右綫往窩打老道天橋                  | 靠左綫往出口調頭位及9G                                                 |
| 調頭位往南行、香港浸會大學                                                           | 窩打老道天橋             | 未有編號 | 窩打老道天橋                          | 調頭位往北行                                                           |
| 不適用                                                                               | 窩打老道天橋             | 9G       | 窩打老道天橋                          | 九龍塘、香港浸會大學、香港城市大學、竹園、橫頭磡/樂富 歌和老街、聯合道 |
| 九龍塘、香港浸會大學、香港城市大學、石硤尾、葵涌、竹園、橫頭磡/樂富 歌和老街、聯合道 | 窩打老道天橋             | 9F       | 窩打老道天橋                          | 不適用                                                                 |
| 靠左綫往出口9F及調頭位                                                               | 靠右綫只往獅子山隧道公路 |          |                                       |                                                                        |
| 羅福道                                                                               | 羅福道                   | 9E       | 不適用                                | 不適用                                                                 |
| 禧福道                                                                               | 禧福道                   | 9C       | 禧福道                                | 禧福道                                                                 |
| 對衡道                                                                               | 對衡道                   | 9A       | 對衡道                                | 對衡道                                                                 |
| 雅息士道                                                                             | 雅息士道                 | 9        | 不適用                                | 不適用                                                                 |
|                                                                                      | 窩打老道天橋             |          | 靠右綫往窩打老道天橋                  | 靠左綫只往出口8D及8C                                                   |
| 不適用                                                                               | 窩打老道天橋             | 8D       | 窩打老道天橋                          | 火石道                                                                 |
| 雅息士道（只適用由界限街西行及林肯道東行轉入窩打老道之車輛）                         | 窩打老道天橋             | 未有編號 | 窩打老道天橋                          | 不適用                                                                 |
| 不適用                                                                               | 窩打老道天橋             | 8C       | 窩打老道天橋                          | 九龍城、香港（東）、調頭位往北行界限街                                 |
| 林肯道（只適用由界限街西行轉入窩打老道之車輛）                                       | 窩打老道天橋             | 未有編號 | 窩打老道天橋                          | 不適用                                                                 |
| 不適用                                                                               | 窩打老道天橋             | 8B       | 旺角、香港（西） 太子道西西行         | 旺角、香港（西） 太子道西西行                                          |
|                                                                                      | 窩打老道天橋             |          | 靠右綫往窩打老道天橋                  | 靠左只往出口8A及窩打老道南行                                           |
| 不適用                                                                               | 窩打老道天橋             | 未有編號 | 窩打老道天橋                          | 聖約翰里                                                               |
| 不適用                                                                               | 窩打老道天橋             | 8A       | 窩打老道天橋                          | 旺角、油麻地、香港（西）、香港（東）、調頭位往北行                     |

### 非1號幹線部分

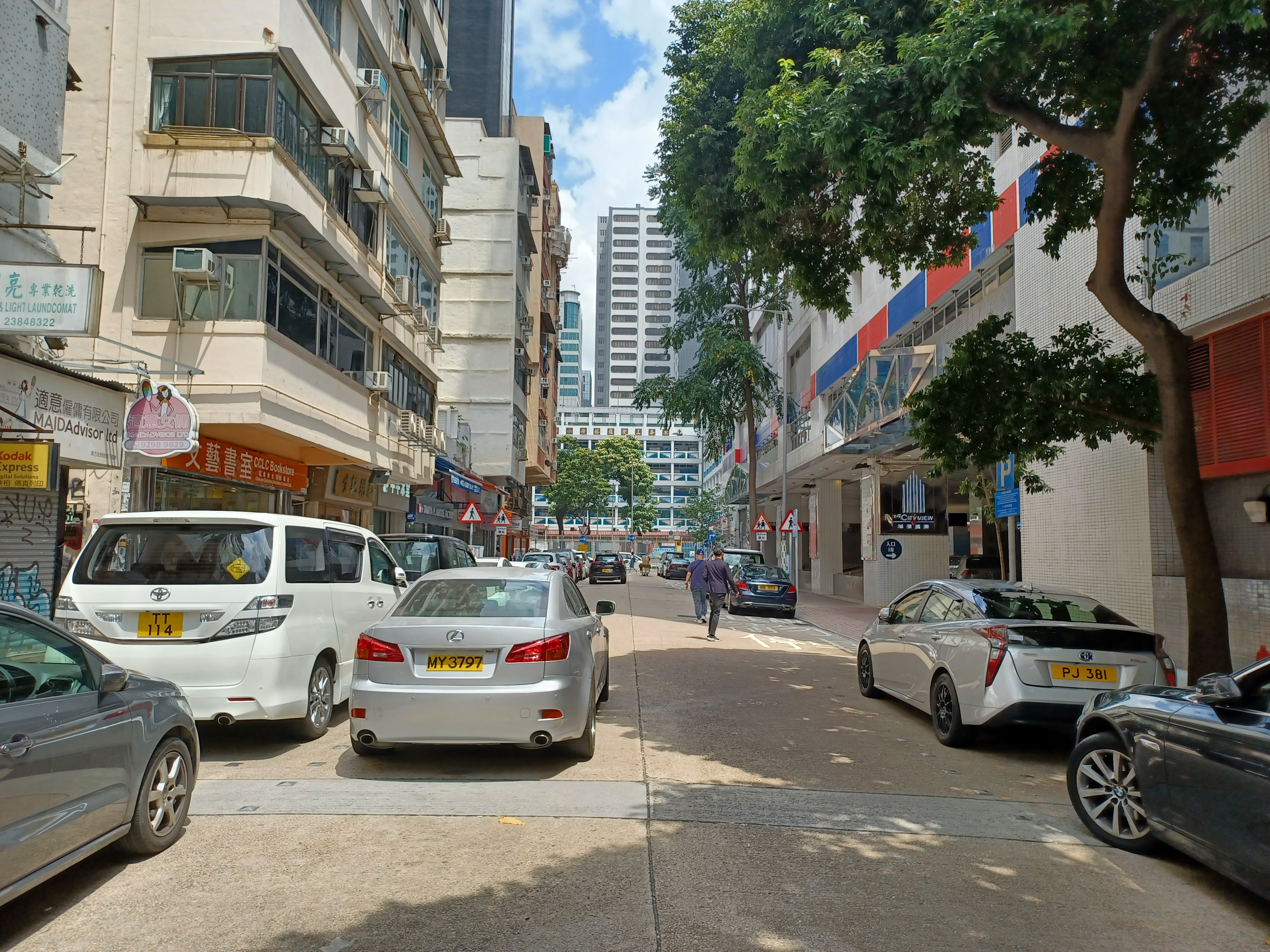
東方街

- 亞皆老街
- 培正道
- 梭椏道
- 勝利道
- 太平道
- 染布房街
- 衛理道
- 碧街
- 真義里
- 東方街
- 彌敦道
- 砵蘭街
- 上海街
- 新填地街
- 廣東道
- 渡船街
- 麗翔道
- 翱翔道